# 정강종아리동맥
정강종아리동맥(tibiofibular trunk, tibioperoneal trunk) 또는 경골비골동체는 오금동맥에서 앞정강동맥(오금동맥의 첫 번째 가지)이 갈라져 나간 이후에, 오금동맥이 연속되어 형성되는 동맥줄기이다. 정강종아리동맥은 뒤정강동맥과 종아리동맥의 두 종말가지로 나누어지며 끝난다. 이런 식으로 동맥들이 갈라지는 것이 가장 흔하지만 다른 해부학적 변이들도 많이 존재한다.
정강종아리동맥을 뒤정강동맥의 첫 번째 부분으로 보고 종아리동맥은 뒤정강동맥의 가지로 보는 경우도 있다.